# 千葉県道167号馬来田停車場中川線

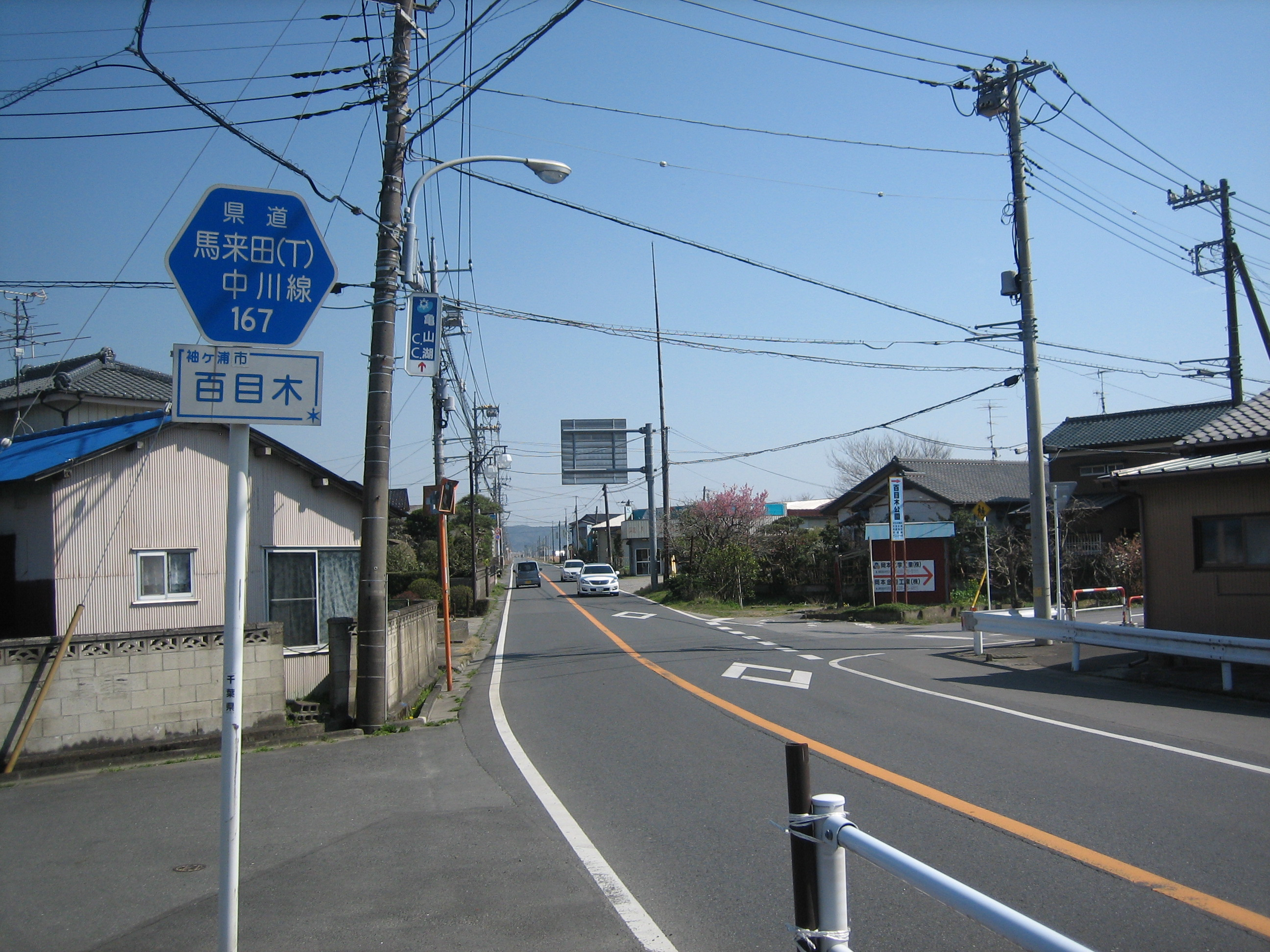
千葉県道167号馬来田中川線

千葉県道167号馬来田停車場中川線（ちばけんどう167ごう まくたていしゃじょうなかがわせん）は、千葉県木更津市と袖ケ浦市を結ぶ一般県道。

## 路線データ
- 起点：木更津市真里（久留里線馬来田駅、国道410号・千葉県道168号鶴舞馬来田停車場線交点）
- 終点：袖ケ浦市横田（久留里線東横田駅の南側、国道409号交点）
- 総延長：3.065 km（君津土木事務所管内：3.065 km[1]）
- 重用延長：0.144 km（君津土木事務所管内：0.144 km）
- 実延長：2.921 km（君津土木事務所管内：2.921 km[1]）

## 地理

### 通過する自治体
- 木更津市
- 袖ケ浦市

### 交差する道路
- 国道410号・千葉県道168号鶴舞馬来田停車場線 - 木更津市真里（久留里線馬来田駅、起点）
- 国道410号 - 木更津市真里谷（真里谷交差点）
- 国道410号久留里馬来田バイパス - 木更津市真里（真里交差点） ※立体交差
- 国道409号 - 袖ケ浦市横田（久留里線東横田駅の南側、終点）

### 沿線
- 百目木公園
- 平川行政センター
- 東横田駅 - 久留里線
- 馬来田駅 - 久留里線